# Giuseppe Andrea Bizzarri
Giuseppe Andrea Bizzarri (1802. – 1877.) bio je talijanski biskup i kardinal.
Dodijeljen mu je 19. ožujka 1863. kardinalski naslov hrvatske crkve svetog Jeronima u Rimu. Naslov je zadržao do 5. srpnja 1875. kada je optirao za kardinalski naslov crkve svete Balbine.

### Članci
- Bogdan, Jure. 2005. Hrvatska crkva svetog Jeronima u Rimu i njezini kardinali naslovnici. Crkva u svijetu. Sveučilište u Splitu - Katolički bogoslovni fakultet. Split. 40 (2): 187–205